# 小行星9036
小行星9036（英語：9036）是一颗围绕太阳公转的小行星。1990年9月17日，亨利·E·霍爾特在帕洛马山发现了此天体。
这颗小行星的绝对星等为75.28958等。